# Saul Bass
Saul Bass (8. května 1920 – 25. dubna 1996) byl americký grafik a držitel mnoha filmových Oskarů, známý především jako hlavní grafik tvorby úvodních a závěrečných titulků mnoha filmů, plakátů k filmům a jejich log.

## Život
Během své čtyřicetileté kariéry pracoval pro mnoho proslulých hollywoodských filmařů, včetně Alfreda Hitchcocka, Otto Premingera, Billy Wildera, Stanleyho Kubricka a Martina Scorseseho. Kromě jeho nejznámějšího designu závěrečných titulků filmu Muž se zlatou paží (The Man with the Golden Arm) se stal slavným také díky práci na Hitchcockových filmech – zejména pak Na sever severozápadní linkou (North by Northwest) a Psycho.
Byl také autorem log významných severoamerických firem jako AT&T, Continental Airlines nebo United Airlines, které jeho loga používají dodnes.

## Galerie

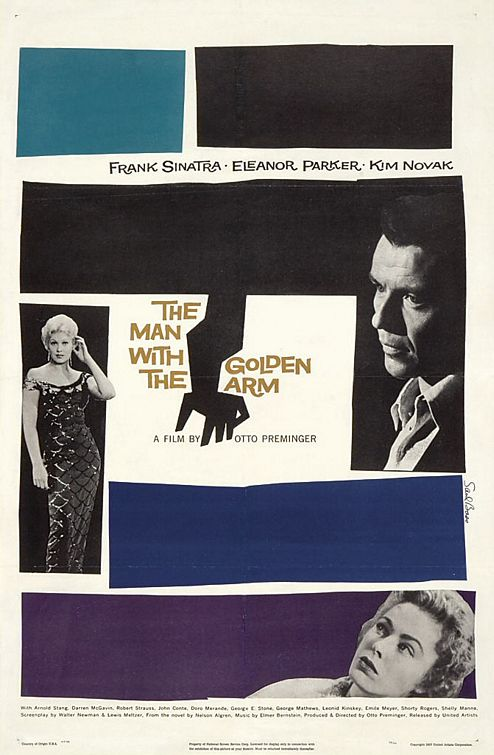
Plakát The Man with the Golden Arm
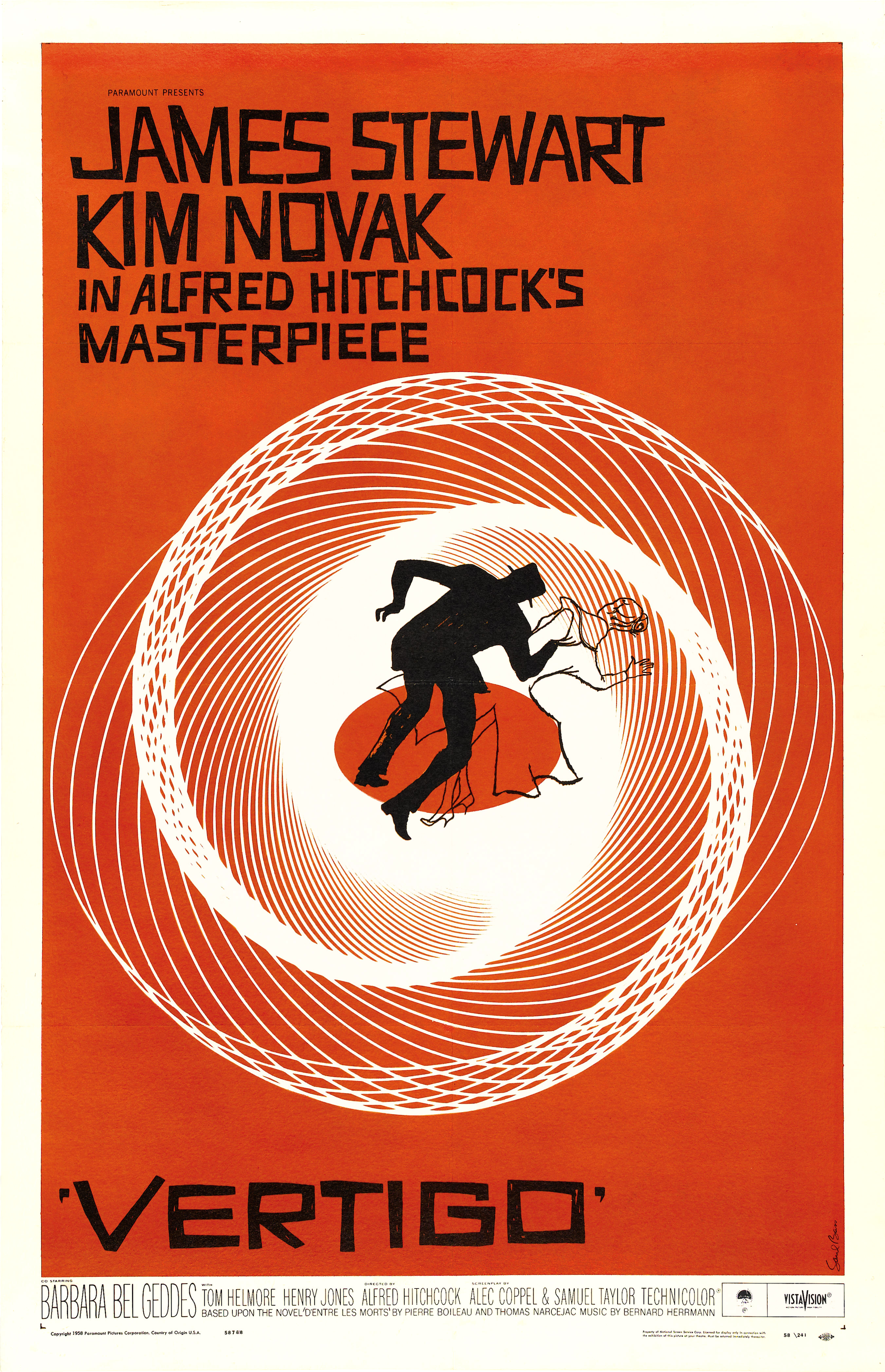
Plakát Vertigo
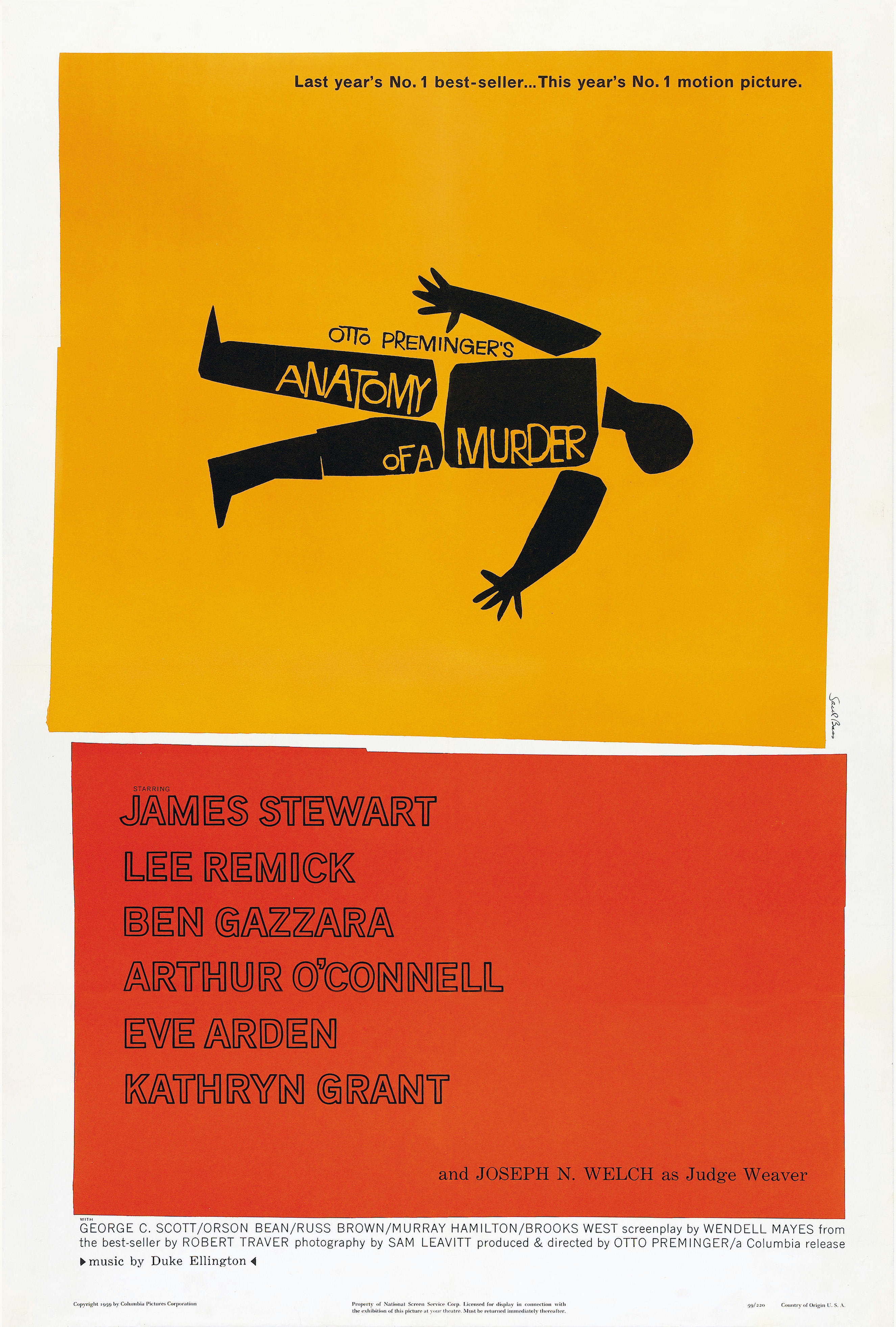
Plakát Anatomy of a Murder
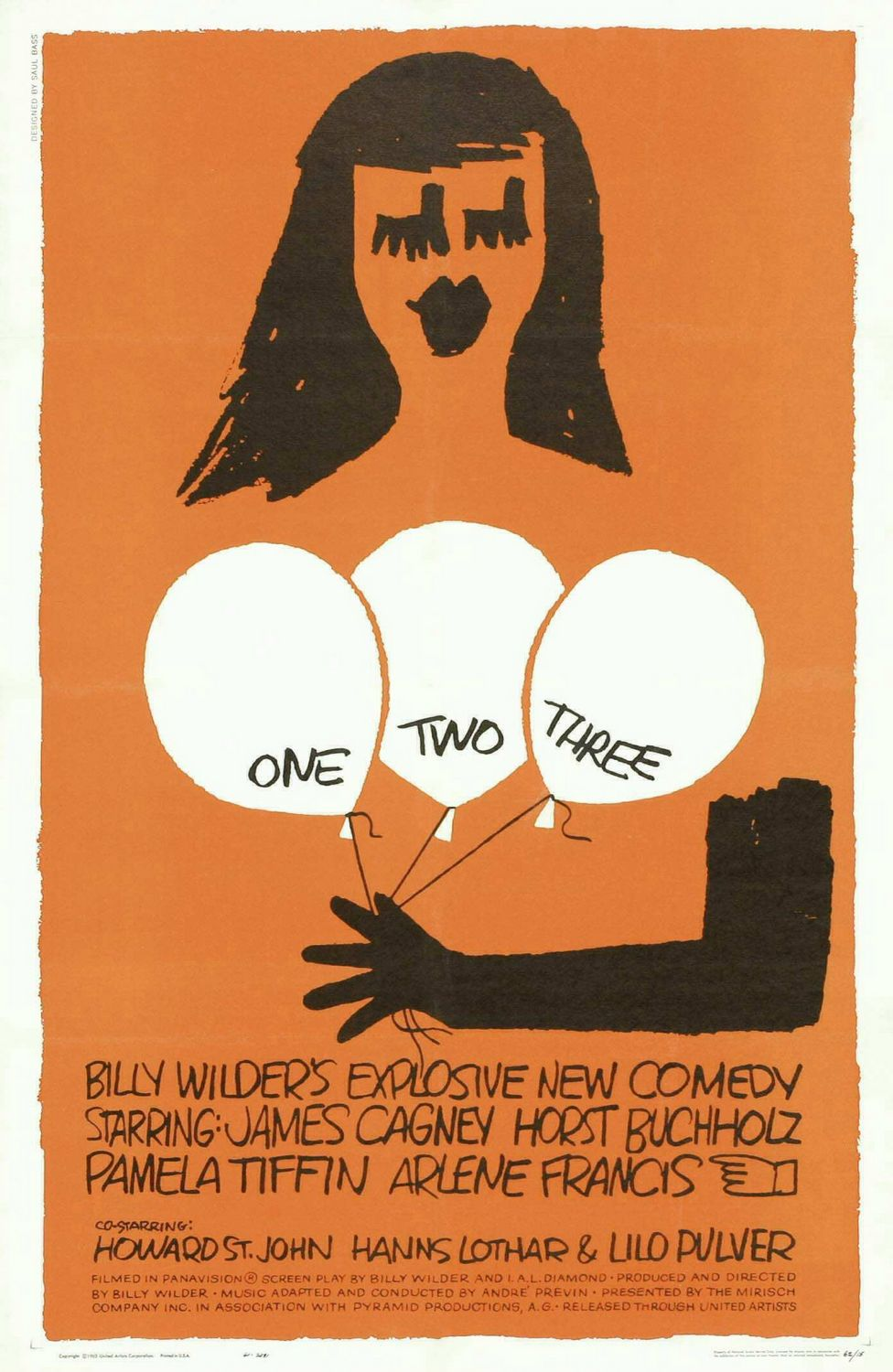
Plakát One, Two, Three. 1961